# Camelot Theme Park
Koordinaten: 53° 38′ 8″ N, 2° 41′ 59″ W
Camelot Theme Park war ein Freizeitpark in Chorley (Lancashire, England,  Vereinigtes Königreich), der im April 1983 eröffnet wurde. Am 2. September 2012 wurde der Park geschlossen.

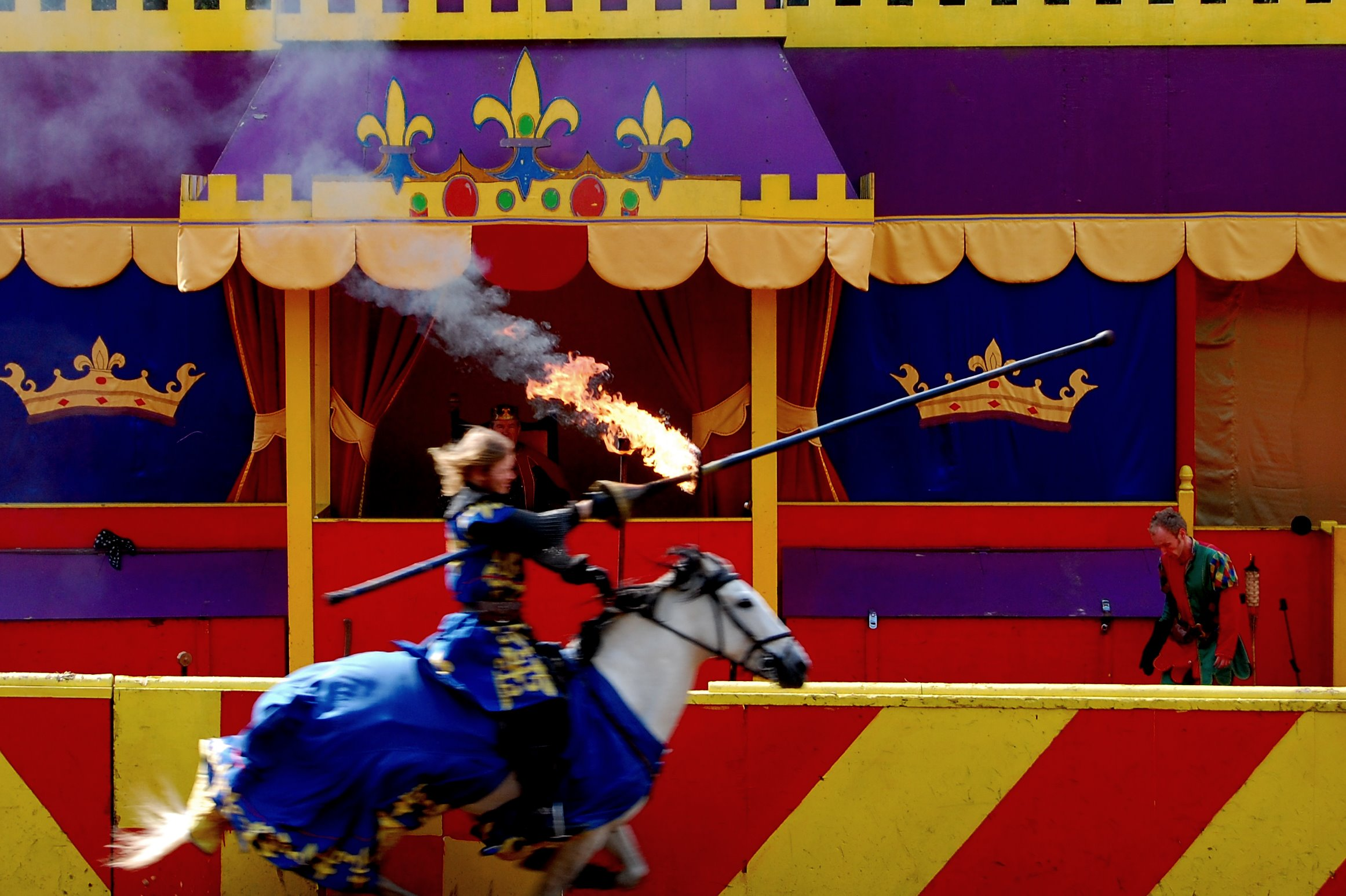
Mittelalterliche Show

Der Park war nach der Legende von Camelot thematisiert und verfügte über zahlreiche Fahrattraktionen, Achterbahnen, mittelalterliche Shows und eine Minigolfanlage.

## Achterbahnen
| Name                  | Typ                                 | Hersteller                     | Eröffnungsjahr | Schließungsjahr | Bemerkungen | Ref.   |
| --------------------- | ----------------------------------- | ------------------------------ | -------------- | --------------- | --- | ------ |
| Caterpillar Capers    | Familienachterbahn, Big Apple       | Pinfari                        | 1984           | 2012            | Befand sich von 2013 bis 2023 als Wriggler in Gulliver's Warrington in bereist seit 2024 mit dem Schausteller Mitchell Smith Volksfeste. | [ 2 ]  |
| Dragon Flyer          | Familienachterbahn, Powered Coaster | S.D.C.                         | 1987           | 2012            | Dies war eine von nur wenigen Powered Coaster, die mit einem Dieselmotor angetrieben wurde. | [ 3 ]  |
| Gauntlet              | Zyklon                              | Pinfari                        | 2001           | 2006            | Ursprünglich 1987 als Looping Star in Craig Tara Holiday Park eröffnet und fuhr dort bis 1999. Anschließend befand sie sich ebenfalls unter dem Namen Looping Star im Dreamland Margate. Nachdem die Bahn Camelot verlassen hat, wurde sie zunächst im März 2008 im Pleasureland Southport betrieben, bevor sie 2009 als Roller Coaster im Playground Varna (Bulgarien) eröffnet wurde. Anschließend wurde sie als Loop Max Adrenaline im Luna Park Sunny Beach (ebenfalls in Bulgarien) eröffnet, wo sie seitdem ihre Runden dreht.                    | [ 8 ]  |
| Junior Dragon Coaster | Kinderachterbahn, Powered Coaster   | Manorplan Leisure              | 1992           | 2012            | Nach der Schließung in Camelot befand die Bahn sich von 2013 bis 2024 als Crocodile Coaster im Oakwood Theme Park. | [ 10 ] |
| Knightmare            | Stahlachterbahn ohne Inversionen    | Zierer Rides, Schwarzkopf GmbH | 2007           | 2012            | Siehe Hauptartikel. | [ 11 ] |
| Sorcerer              | Stahlachterbahn ohne Inversionen    | Pinfari                        | 1995           | 1997            | | [ 12 ] |
| Tower of Terror       | Stahlachterbahn mit Inversion       | Schwarzkopf GmbH               | 1989           | 2000            | Diese Bahn wurde ursprünglich in den 1980er Jahren als Looping Star in OK Corral betrieben. Bevor sie nach Camelot kam, fuhr sie von 1986 bis 1988 als Looping Star im Ocean Beach Amusement Park ihre Runden. Nach dem Aufenthalt in Camelot wurde sie zunächst 2001 und 2002 in Dreamland Margate betrieben. Anschließend wechselte sie erneut den Ort und wurde von 2003 bis 2010 als Twist and Shout in Loudoun Castle betrieben, befand sich aber noch etwas länger im Park. Seit 2017 fährt sie als Big Blue in Dalmaland (Kroatien) ihre Runden. | [ 18 ] |
| Venom                 | Familienachterbahn, Powered Coaster | unbekannt                      | 1983           | 2005            | Ursprünglich als Knightmare eröffnet und fuhr unter diesem Namen bis 1984. Zur 1985er Saison bekam die Bahn ein Weltraum-Thema und wurde in Space Mountain umbenannt. Zur 1988er Saison wurde die Thematisierung erneut geändert und die Bahn in Beast umbenannt, unter dem Namen sie bis 1999 fuhr. Nach der Schließung in Camelot kam sie 2005 als Venom nach Fun Land und fuhr dort bis 2007. Seit 2010 fährt sie als Morgawr im Camel Creek Adventure Park ihre Runden.                                                                             | [ 21 ] |
| Whirlwind             | Spinning Coaster                    | Maurer Rides                   | 2003           | 2012            | Ursprünglich ab 1999 auf deutschen Volksfesten als Cyberspace betrieben, bevor die Bahn nach Camelot kam. Die 2013 befindet sich die Bahn als Sky Spin im Skyline Park (Deutschland). | [ 23 ] |